# Geografisk mil
Den danske og tyske geografiske mil er en længdeenhed på 7.421,43 meter og blev defineret af Ole Rømer. En geografisk mil er defineret som 4 bueminutter. Den danske og tyske geografiske mil er næsten den samme længde som en svensk sømil. I Norge og Sverige blev denne enhed anvendt som sømil (sjømil), indtil det 20. århundrede.
Andre steder er en geografisk mil defineret som 1 bueminut langs jordens geografiske ækvator, omkring 1.855 meter (6087,15 internationale fod). 
Enheden geografisk mil anvendes ikke så meget mere; den er tæt relateret til den internationale sømil, som oprindeligt blev bestemt som ét bueminut langs jordens storcirkel og den internationale sømil er i dag 1.852 meter.